# عنکبوت‌های بابا لنگ‌دراز
 عنکبوت‌های بابا لنگ‌دراز (Pholcidae) خانواده‌ای از عنکبوتها هستند.
این خانواده ۸۰ سرده و حدود ۱۰۰۰ گونه را دربر می‌گیرد.